# بخش مرکزی شهرستان عجب‌شیر
بخش مرکزی شهرستان عجب‌شیر یکی از بخش‌های تابعه شهرستان عجب‌شیر در استان آذربایجان شرقی در شمال غربی ایران است.

## تقسیمات کشوری
- بخش مرکزی شهرستان عجب‌شیر
  - دهستان خضرلو
  - دهستان دیزجرود غربی

شهرها: عجب‌شیر

## جمعیت
بنابر سرشماری مرکز آمار ایران، جمعیت بخش مرکزی شهرستان عجب شیر در سال ۱۳۸۵ برابر با ۶۶۲۹۶ نفر بوده است.